# Kissolymos
Kissolymos (románul Șoimușu Mic) falu Romániában Hargita megyében.

## Fekvése
Székelykeresztúrtól 7 km-re északnyugatra fekszik a Kissolymosi-(vagy Mogyorós) patak mentén.

## Nevének eredete
Neve arra utal, hogy egykori lakói fejedelmi solymászok voltak.

## Története
1318-ban említik először. A Várhegy tetején egykor várszerű erődítmény állott, melyet a helyiek Törökvárként emlegetnek és Domán pasa várának tekintik. Az egykori földvár nyomai ma is láthatók. Régi református templomának maradványai a Homló nevű temető helyén ma is  megvannak. A templomot 1638-ban említik, majd valószínűleg 1642-ben lebontották. Ekkor fatemplomot építettek, majd 1784-ben kőből újjáépítették. Unitárius temploma 1797 és 1811 között épült klasszicizáló késő barokk stílusban.
1910-ben 1089 magyar lakosa volt. A trianoni békeszerződésig Udvarhely vármegye Székelykeresztúri járásához tartozott. 1992-ben 518 lakosából 487 magyar, 30 cigány és 1 román volt.
- Kissolymosi Unitárius Egyházközség

## Híres emberek
- Itt született 1924. január 1-jén Lőrinczi Ferenc biológus, botanikus, tudományos kutató.